# دهستان نازیل
دهستان بهرآباد نام دهستانی در بخش نازیل شهرستان تفتان، استان سیستان و بلوچستان در ایران است.